# 弗雷德里克·瓦瑟尔
弗雷德里克·瓦瑟尔（法語：Frédéric Vasseur，1968年5月28日—）是一名法国一级方程式赛车工程师，目前担任法拉利车队的车队领队。

## 职业生涯
瓦瑟尔在法国国立高等航空航天学院毕业后，从初级方程式开启了职业生涯创建了自己的车队：ASM。他以成功培养人才而闻名。因为与车队高级管理层的愿景不同，2016年，他成为了雷诺F1车队的赛事总监和车队负责人。2017年7月，他加盟索伯车队。

### ASM
瓦瑟尔在法国国立高等航空航天学院毕业后，并于1996年成立了ASM车队，该车队与雷诺合作，1998年，ASM车队的车手David Saelens赢得了法国三级方程式锦标赛冠军，并于2004年至2007年与梅赛德斯-奔驰合作，杰米·格林、刘易斯·汉密尔顿、保罗·迪·雷斯塔和罗曼·格罗斯让赢得了欧洲GP3系列赛冠军。

### ART 车队
2004年，他加入了尼古拉斯·托德组建的ART大奖赛车队。2005-2006年，ART车队车手尼科·罗斯伯格和刘易斯·汉密尔顿分别赢得了GP2系列赛冠军。

### Spark Racing Technology
2013年底，他获得了国际汽联的合同，为其新成立的合资企业Spark Racing Technology建造第一代电动方程式赛车的底盘。

### 执掌雷诺
2016年世界一级方程式锦标赛上，瓦瑟尔宣布加入雷诺车队，担任新组建的雷诺一级方程式车队的车队领队。由于他与总经理西里尔·阿比特波尔在车队应该如何运作的问题上存在分歧，他在2016赛季结束时辞职。

### 加盟索伯
2017年7月12日， 索伯F1车队宣布，车队已与瓦瑟尔签约，担任索伯赛车股份公司的董事总经理兼首席执行官，以及索伯F1车队的车队负责人。2019年索伯车队更名为阿尔法·罗密欧车队后，瓦瑟尔继续担任新车队的领队。

### 加入法拉利
2022年12月13日，阿尔法罗密欧车队宣布瓦瑟尔将于2023年1月从车队离职。随后法拉利车队确认瓦塞尔将在2023年1月起担任车队领队，接替于月初辞职的马蒂亚·比诺托。此外他还将担任法拉利车队的总经理。
法拉利車手小塞恩斯在2023年新加坡大獎賽奪冠，瓦瑟尔贏得他擔任車隊领队的第一場勝利。在2024年的澳洲大獎賽中，他首次包辦一二名。
2025年7月，法拉利确认与瓦塞尔续约多年，他将继续担任意大利车队的领队。

## 个人生活
瓦瑟尔在1999年7月31日结婚，有四个孩子。 